# Анна Клэр Клаудс
Анна Клэр Клаудс (англ. Anna Claire Clouds, род. 15 февраля 1995 года в Нашвилле, Теннесси, США) — американская порноактриса, эротическая модель, предпринимательница.

## Карьера
До начала карьеры порноактрисы Анна Клэр Клаудс работала управляющей в магазинах в родном городе, там же попутно училась в колледже. Вскоре она решила заняться модельным бизнесом, но карьера модели продлилась чуть меньше года и она решила уйти в съёмку эротического контента. Первые видео она начала снимать для своего премиум-аккаунта в  Snapchat, в этом ей помогал комик и фотограф Чарли Классик (англ. Charlie Classic). За ночь актриса смогла заработать более 10 тысяч долларов, после этого она бросила работу и открыла свой бизнес, в котором помогала девушкам продавать видео в Snapchat. Первая профессиональная съёмка была с актёром Стивом Холмсом. Помимо съёмок в качестве порноактрисы, была режиссёром и продюсером нескольких порнографических фильмов.
Актриса признается, что предпочитает порно от первого лица и групповой секс, отметила что любимые съемки проходили с Мануэлем Феррара для фильма «Manuel’s Fucking POV 14» за которую они получили награду в категории «Лучший секс».

## Награды и номинации
| Год  | Награда          | Категория                                         | Результат | Примечания   |
| ---- | ---------------- | ------------------------------------------------- | --------- | ------------ |
| 2018 | Inked Award      | Выбор зрителей: Особенность Года                  | Номинация | [ 8 ]        |
| 2018 | Inked Award      | Выбор зрителей: Вебкам модель года                | Номинация | [ 8 ]        |
| 2019 | Inked Award      | Вебкам модель года                                | Победа    | [ 9 ] [ 10 ] |
| 2019 | Inked Award      | Выбор зрителей: Особенность года                  | Номинация | [ 11 ]       |
| 2020 | AVN Award        | Выбор зрителей: Любимая звезда инди-клипа         | Номинация | [ 12 ]       |
| 2021 | Fleshbot Award   | Лучшая задница                                    | Номинация | [ 13 ]       |
| 2021 | Fleshbot Award   | Лучшая новая старлетка                            | Номинация | [ 13 ]       |
| 2021 | XBIZ Cam Award   | Восходящая звезда социальных сетей премиум-класса | Номинация | [ 14 ]       |
| 2021 | XCritic Award    | Лучшая новая старлетка                            | Номинация | [ 15 ]       |
| 2021 | AVN Award        | Выбор зрителей: Самый горячий новичок             | Номинация | [ 12 ]       |
| 2022 | AVN Award        | Лучшая сцена секса между мальчиком и девочкой     | Номинация | [ 16 ]       |
| 2022 | AVN Award        | Лучшая новая старлетка                            | Номинация | [ 16 ]       |
| 2022 | AVN Award        | Лучшая сцена орального секса                      | Номинация | [ 16 ]       |
| 2022 | AVN Award        | Лучшая сцена секса втроем                         | Номинация | [ 16 ]       |
| 2022 | AVN Award        | Лучшая сексуальная сцена в виртуальной реальности | Номинация | [ 16 ]       |
| 2022 | XRCO Award       | Новая старлетка                                   | Номинация | [ 17 ]       |
| 2022 | AltPorn Award    | Лучшее порнографическое видео с Гонзо             | Номинация | [ 18 ]       |
| 2022 | NightMoves Award | Лучшая женская актриса                            | Номинация | [ 19 ]       |
| 2022 | Fleshbot Award   | Исполнительница года                              | Номинация | [ 20 ]       |
| 2022 | Fleshbot Award   | Фильм года                                        | Номинация | [ 20 ]       |
| 2022 | XBIZ Award       | Лучшая секс—сцена для всех девушек                | Номинация | [ 21 ]       |
| 2023 | AVN Award        | Лучшая мужская/женская сексуальная сцена          | Номинация | [ 22 ]       |
| 2023 | AVN Award        | Лучшая сцена орального секса                      | Номинация | [ 22 ]       |
| 2023 | AVN Award        | Лучшая секс-сцена от первого лица                 | Победа    | [ 23 ]       |
| 2023 | AVN Award        | Лучшая актриса второго плана                      | Номинация | [ 22 ]       |
| 2023 | AVN Award        | Лучшая сцена секса втроем                         | Победа    | [ 23 ]       |
| 2023 | AVN Award        | Исполнительница года                              | Номинация | [ 22 ]       |
| 2023 | AVN Award        | Лучшая женская сцена группового секса             | Номинация | [ 22 ]       |
| 2023 | AVN Award        | Лучшая сцена оргии вчетвером                      | Номинация | [ 22 ]       |
| 2023 | XBIZ Award       | Исполнительница года                              | Номинация | [ 24 ]       |
| 2023 | XBIZ Award       | Лучшая сексуальная сцена — Художественный фильм   | Номинация | [ 24 ]       |
| 2023 | XBIZ Award       | Лучшая сексуальная сцена — Гонзо                  | Номинация | [ 24 ]       |
| 2023 | XBIZ Award       | Лучшая сексуальная сцена — Featurette             | Номинация | [ 24 ]       |